# 佐々木華奈
佐々木 華奈（ささき かな、1991年〈平成3年〉12月24日 - ）は、日本の女性ファッションモデル、タレント、元レースクイーンである。北海道出身。ブース所属。

## 略歴・人物
- 学生時代から地元のモデル事務所「モーディア」に所属しモデル活動を行う[2]。
- 2011年に上京しオスカープロモーションに所属。同年暮れ、2012年度日本スイムスーツ協会キャンペーンガールに就任[1]。
- 2013年、SUPER GT「エヴァンゲリオンレーシング」のレースクイーン（綾波レイ役）を務める[3]。
- 2015年、東京モーターショーのトヨタ・プリウスステージにモデルとして出演[4]。
- 2021年9月、オスカープロモーションからブースに事務所を移籍[5]。
- 趣味：歌・ダンス・ショッピング
- 特技：長距離走（マラソン）

## 出演

### テレビ番組
- 今田耕司のカネになる恋の話（2016年8月21日、AbemaTV）[6]
- キングオブコント2016（2016年10月2日、TBSテレビ） - アシスタント[7]

### テレビドラマ
- 東京全力少女（2012年10月-12月、日本テレビ）
- 祝女（NHK総合）
- 黒革の手帖（2017年7月-9月、テレビ朝日） - まみこ役[8]
- 孤独のグルメ Season8 第5話（2019年11月2日、テレビ東京）  - アルバイト店員 役

### CM
- コラーゲン飲料（資生堂）
- フッチョ黒酢
- イトーヨーカ堂
- ライフスコア
- DHC「濃密うるみカラーリップクリーム」（2018年）[9]

### イベント
- スーパー耐久シリーズ 2015 第3戦 富士「SUPER TEC YOKOHAMA Summer Festival!!」（2015年7月4日 - 5日、富士スピードウェイ）
佐川愛果と共に「Clearwater Racing」のレースクイーンとしてスポット参加[10]。
- 東京モーターショー2015（2015年10月28日 - 11月8日、東京ビッグサイト）[4]
  - 名古屋[注 1]・大阪[注 2]・福岡[注 3]・札幌[注 4]・仙台[注 5]のモーターショーにも参加。
- TOKYO PACK -東京国際包装展-（2016年・2018年、東京ビッグサイト） - 大阪シーリングブースのステージモデル[16][17]

### MV
- ゆず「マスカット」（2018年）[18]